# Fort d'Aiton
Pour le film, voir Fort Aiton.

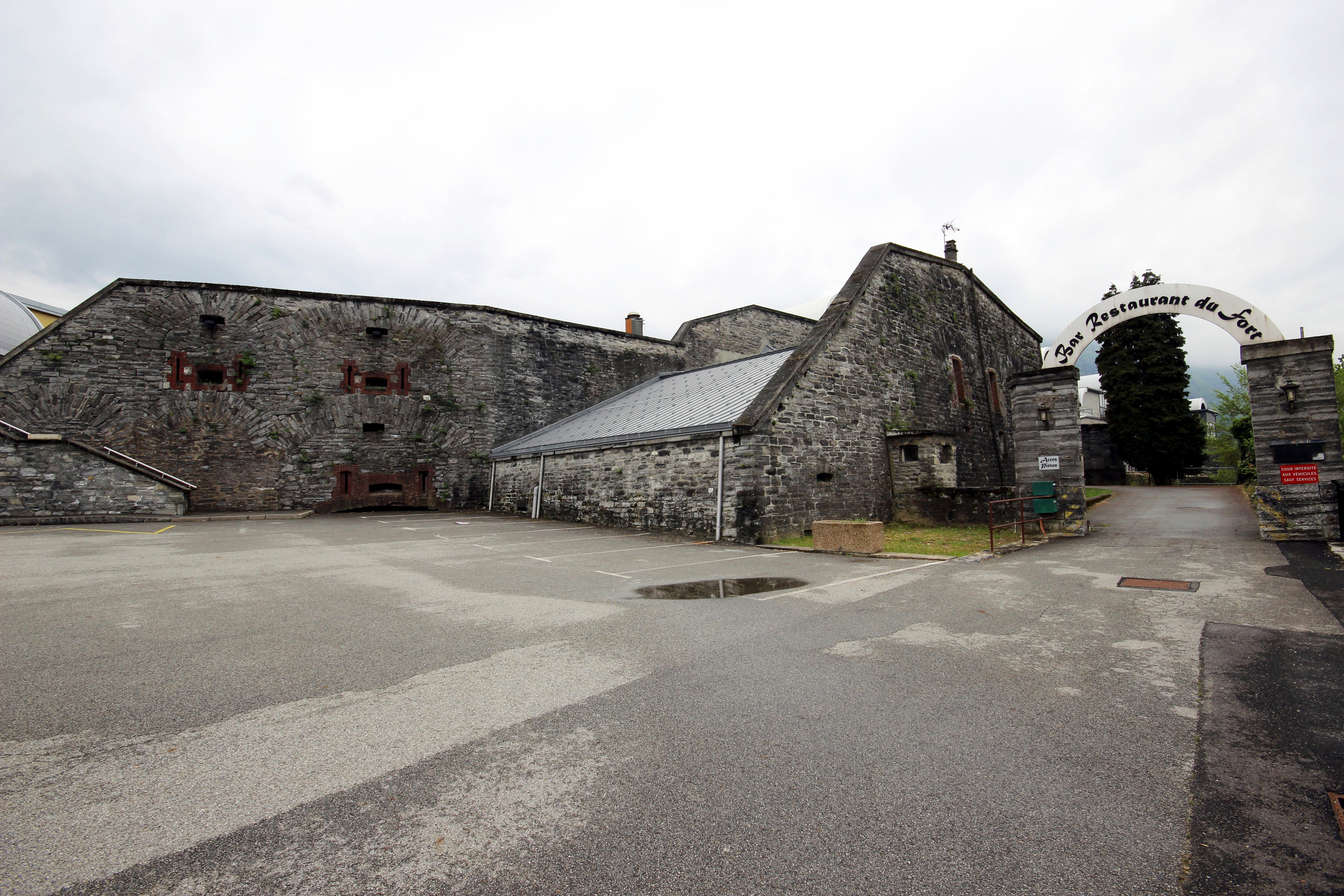
L’entrée du fort d'Aiton.

Le fort d'Aiton est un ouvrage fortifié alpin, situé en France à l'est-nord-est de la commune d'Aiton, se situant à 390 mètres d'altitude, dans le département de la Savoie.

## Mission
Le fort fait partie de la « place de Chamousset » (ou secteur de Chamousset), cette dernière regroupant les fortifications construites sur les hauteurs commandant la confluence de l'Isère et de l'Arc : au nord-est, sur un contrefort du massif de la Lauzière, se sont successivement le fort d'Aiton (à 391 mètres d'altitude), la batterie de Tête Noire (à 524 m : 45° 33′ 58″ N, 6° 15′ 58″ E), la batterie de Frais Pertuis (à 684 m : 45° 34′ 11″ N, 6° 16′ 31″ E), le fort de Montperché (983 m : 45° 34′ 22″ N, 6° 17′ 32″ E) et le blockhaus du Crépa (1 169 m : 45° 34′ 27″ N, 6° 19′ 01″ E). En face, à l'extrémité septentrionale de la chaîne de Belledonne, prend place le fort de Montgilbert (1 370 m : 45° 31′ 13″ N, 6° 15′ 43″ E) et ses batteries annexes du Foyatiet, de Sainte-Lucie, de la Tête Lasse, de Roquebrune et des Plachaux, placées sur la crête des Hurtières pour pouvoir tirer sur la vallée et sur le col du Grand Cucheron.
Un tel barrage s'explique car c'est le carrefour entre la Combe de Savoie et la Maurienne : d'une part la route nationale 90 (l'actuelle D1090) mène à Albertville puis Bourg-Saint-Maurice, grimpant jusqu'au col du Petit-Saint-Bernard, d'autre part la nationale 6 (actuelle D1006) permet de rejoindre Modane puis monte au col du Mont-Cenis, longée par la voie ferrée prenant le tunnel du Fréjus.

## Histoire
Le fort a été construit à l'emplacement des ruines d'un palais épiscopal.
Il a été déclassé en 1984, puis a été acquis par la commune en 1986. Il a été réaménagé : des logements ont été construits sur le casernement ainsi qu'un restaurant panoramique, et la mairie a été installée sur l'emprise.
Après les Accords d'Évian, les détenus du bagne de Tinfouchy sont transférés à Aiton. En septembre 1962, venue du sud de Colomb-Béchar (Algérie), la compagnie spéciale des troupes métropolitaines (CSTM) s’installe au fort d’Aiton. Elle doit y recevoir des hommes du rang qui « par des fautes réitérées contre le devoir militaire ou pour leur mauvaise conduite persistante, compromettent la discipline et sont une menace pour la valeur morale des autres personnels. » Ces militaires subissent des mauvais traitements dont la presse se fait l’écho. Michel Tachon recueille des témoignages sur l'unité disciplinaire, les publie dans la Lettre des objecteurs, et suscite des articles notamment dans Le Nouvel observateur, Le Canard enchaîné, L'Express Rhône-Alpes et La Vie lyonnaise. Le 1er mars 1971, Le Progrès de Lyon révèle que des détenus tentent de suicider, se mutilent ou avalent des objets métalliques pour se soustraire aux harcèlements physiques et mentaux du fort. Opérés à l'hôpital militaire Desgenettes, à Lyon, ils sont condamnés pour mutilation volontaire, incarcérés à la prison Montluc puis renvoyés à Aiton. Une campagne de dénonciation des sévices alerte l’opinion. Elle est répercutée par des personnalités, dont Michel Rocard et Yves Le Foll à l’Assemblée nationale et René Dumont au cours de sa campagne de candidat à l'élection présidentielle française de 1974, et obtient quelques améliorations au fort d'Aiton avant sa fermeture en 1972,. En avril 1971, un dossier de 32 pages sur le sujet est édité par le Groupe d'action et de résistance à la militarisation (Garm). Il est actualisé et complété quelques mois plus tard par André Ruff, Gérard Simonnet et Michel Tachon dans Les Bagnes de l’armée française.
En 1972, après la dissolution de la Compagnie spéciale des troupes métropolitaines d'Aiton et de la 3e Compagnie d'infanterie légère d'Afrique (CILA) de Djibouti, la dernière section spéciale de discipline de l’armée française est, jusqu'en 1976, la Section d'épreuve de la Légion étrangère, basée à Corte, en Corse, où les mêmes mauvais traitements sont appliqués aux disciplinaires,,.

## Description
C'est un fort Séré de Rivières de deuxième génération, prévu pour une garnison de 351 hommes et 16 pièces dont deux mortiers et un seul canon de flanquement. Il a un rôle de fort d'interdiction proche du confluent des vallées de l'Isère et de l'Arc, sis face au bourg de Chamousset.
Le fort est assez compact (à crête unique), les plateformes de tir de l'artillerie étaient placées au-dessus du casernement en maçonnerie. La défense rapprochée du fort est confiée sur deux côtés à un fossé avec une caponnière double et un petit bastion, les deux autres côtés donnant sur la falaise.
De forme globalement rectangulaire avec un cinquième saillant à la gorge, seuls les fronts I-II et II-III possédaient un fossé, les fronts III-IV et IV-V s'en remettant aux créneaux de l'escarpe semi détachée. Le front IV-V est occupé dans sa majeure partie par la cour de l'ouvrage sur laquelle donnent les façades des casemates des logements. L'Armée a longtemps occupé le fort et ses aménagements en défigurent l'intérieur. Par exemple, la grande poudrière est transformée en salle de cinéma, salle à l'abandon depuis plusieurs décennies. Au chapitre des particularités, les salles singulièrement basse (2,2 m à la clef) de deux des travées du casernement ainsi qu'un créneau à lampe particulièrement évasé dans un atelier de chargement. Les citernes ont été comblées, mais il demeure un intéressant magasin en sous-sol du casernement.
Ce fort à cavalier n'a plus ses terres de couverture et la mairie y a opéré de sérieux travaux. C'est ainsi que les bâtiments de la mairie coiffent désormais l'aile est et qu'un restaurant panoramique surmonte l'aile ouest. Le casernement a été recouvert par des appartements de style moderne, tout en courbes. Une autre partie du casernement a été transformée en gymnase. Enfin notons que les dessus du fort, dégagés de leurs terres et recouverts de roofing, ont été peints en couleur rouille pour les besoins du film Fallait pas !... réalisé par l'acteur-réalisateur Gérard Jugnot. Parfois ouvert au public.

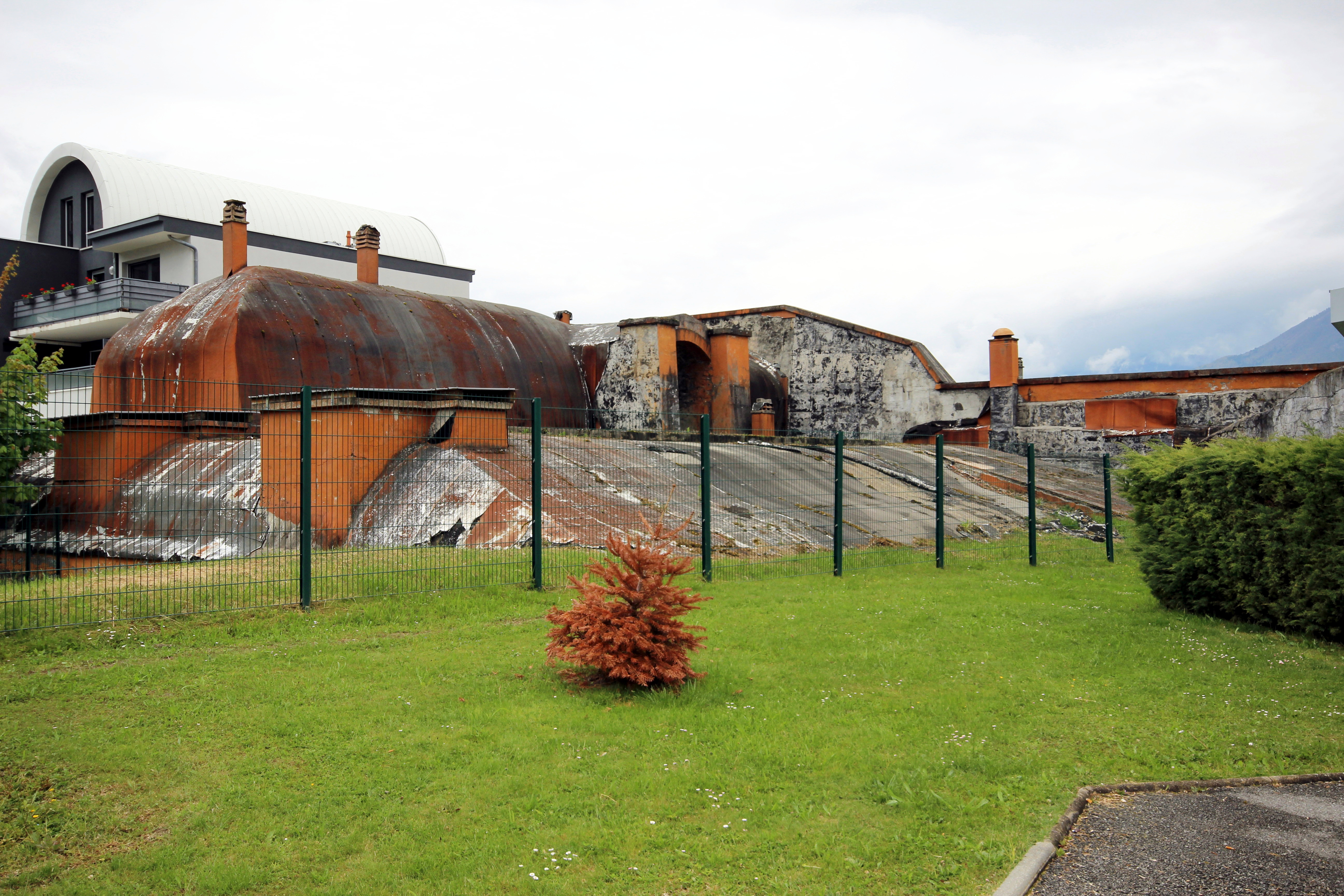
Le fort d'Aiton.
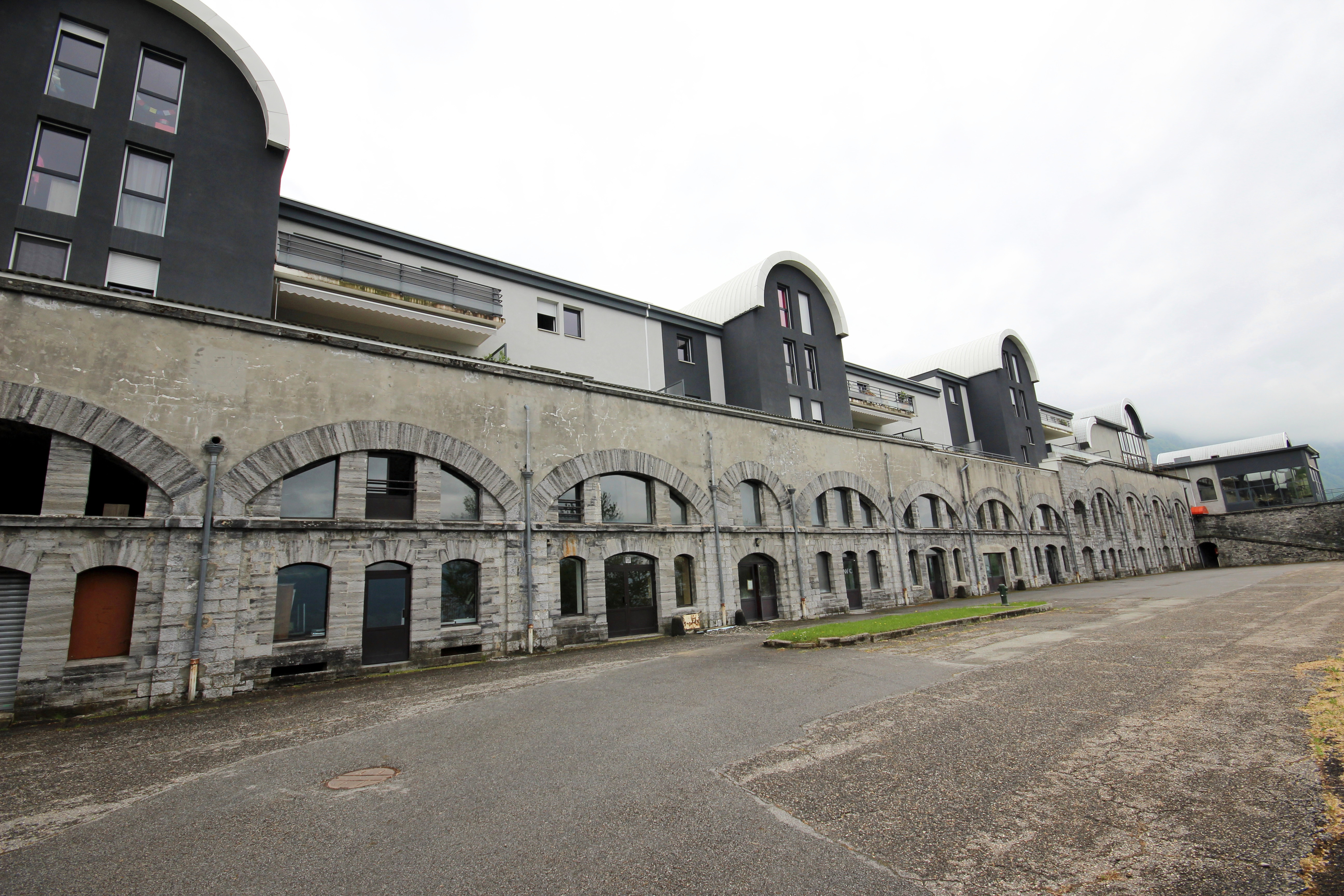
La cour du fort.
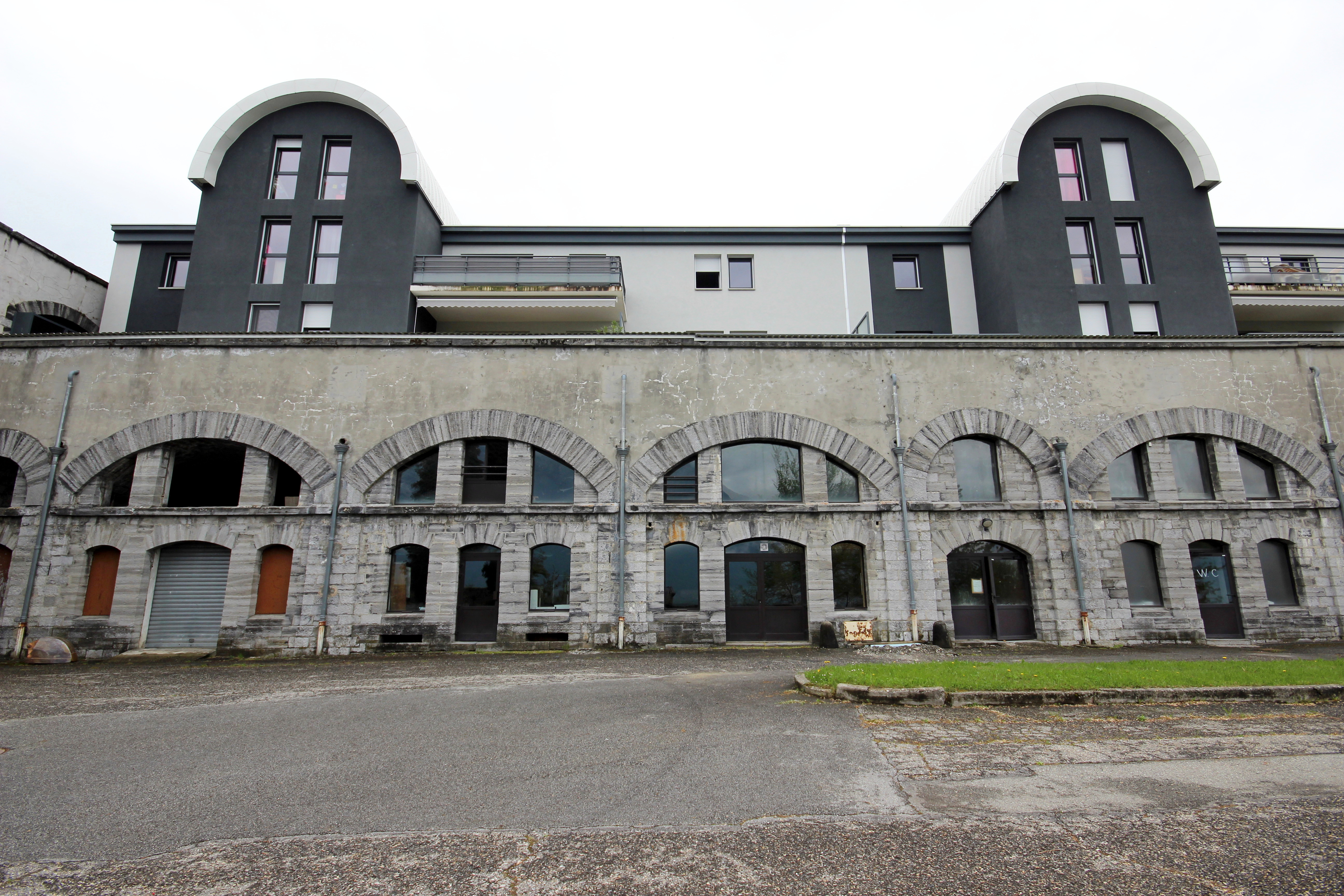
Le casernement.

### Interview sonore
- « Le bagne secret », Interview d'un ancien disciplinaire, Arsène Altmeyer et d'un historien, Jean-Marc Villermet, par Clémence Hacquart pour le podcast Magma, sur magmapodcast.com, 26 mai 2019 (consulté le 16 novembre 2019)